# Vuurtoren van När
De vuurtoren van När is een vuurtoren buiten het dorpje När aan de zuidoostkust van het Zweedse eiland Gotland. Hij is gebouwd in 1872 en ontworpen door de architect John Höjer. De vuurtoren is gelegen in het natuur- en broedgebied Närsholmen en is een rijksmonument.
Het licht kwam oorspronkelijk van een kerosinelamp, maar in 1961 is men overgestapt op een elektrische lamp. In dat jaar werd de vuurtoren ook geautomatiseerd en de ronddraaiende lens werd vervangen voor een nieuwere. De Zweedse Zeedienst is de eigenaar van het gebouw.